# Iripat
Iripat (auch Iret-pat, Repatet) war der höchste altägyptische Hofrangtitel einer Privatperson und ist seit der 1. Dynastie bezeugt. Der Titel ist auch in Zusammenhang mit dem Mundöffnungsritual belegt. Die Anzahl von Titelträgern war deshalb pro Generation sehr begrenzt. Im Neuen Reich drückte der Titel eine Regentenfunktion aus. Bei der Titelerweiterung auf Iripat Hatia handelte es sich um einen Prinzregenten oder Erbfürsten.
Als weitere Titel sind belegt:
- Iri-pat-maa: „Wahrer Iripat“
- Iri-pat-en-set-ib-nebef: „Titularischer Iripat“
- Iri-pat-em-iaut-net-hebu-sed: „Iripat in der Rolle am Sedfest“
- Iri-pat-em-hut-aat: „Iripat im Großen Haus“
- Iri-pat-ta-wer: „Iripat im thinitischen Gau“
- Iri-pat-en-paut-tepet: „Iripat der Urzeit“
- Iri-pat-heri-tep-taui: „Iripat und Oberhaupt der Beiden Länder“
- Iri-pat-netjeru: „Iripat der Götter“
- Iri-pat-em-sut-djeseru: „Iripat an den Stätten der Heiligkeit“
- Iri-pat-her-neset-Gebeb: „Iripat auf dem Thron des Geb“